# Condado de Campbell (Tennessee)
O Condado de Campbell é um dos 95 condados do Estado americano do Tennessee. A sede do condado é Jacksboro, e sua maior cidade é La Follette. O condado possui uma área de 1 290 km² (dos quais 47 km² estão cobertos por água), uma população de 39 854 habitantes, e uma densidade populacional de 32 hab/km² (segundo o censo nacional de 2000). O condado foi fundado em 11 de setembro de 1806.